# Estadio Francisco Martínez Durón
El Estadio Francisco Martínez Durón es un recinto deportivo ubicado en Tocoa, municipio de Colón, Honduras y es la casa del Real Sociedad y el Boca Juniors de la Liga de Ascenso de Honduras.

## Historia
Fue construido en 1986 y en 2012 se efectuó su remodelación adecuándose para celebrar mayoritariamente partidos de fútbol.
Tras un deterioro continuo durante varios años, el estadio es objeto de una nueva remodelación en 2018.
Actualmente es el estadio sede del Real Sociedad de Tocoa, que juega en la Liga Nacional de Fútbol de Honduras.
El estadio tiene 105 m de largo y 70 m de ancho y una capacidad para 7 000 espectadores.